# Камалиденов, Закаш Камалиденович
Закаш Камалиденович Камалиденов (10 июня 1936, с. Орпа, Новобогатский район, Гурьевская область — 7 мая 2017, Алма-Ата) — советский партийный и государственный деятель Казахстана.

## Биография
Родился в казахской семье из рода Бериш племени Байулы.
В 1958 году окончил Московский нефтяной институт имени И. М. Губкина, инженер-механик. С 1958 — старший оператор нефтекачки (пос. Каратон Гурьевской области), с 1959 — начальник цеха нефтепромыслового управления Терень-Узюк.
С 1959 — на комсомольской и партийной работе:
- 1959—1961 — первый секретарь Жилокосинского райкома ЛКСМ Казахстана (Гурьевская область). В 1960 вступил в КПСС;
- сентябрь 1961 — январь 1963 — первый секретарь Гурьевского обкома ЛКСМ Казахстана;
- 1963—1964 — заместитель председателя оргбюро Западно-Казахстанского крайкома Компартии Казахстана по г. Актау Гурьевской области;
- 1964—1968 — второй секретарь Шевченковского горкома Компартии Казахстана Гурьевской области.

В 1968—1970 — слушатель Высшей партийной школы при ЦК КПСС.
- в 1970 — председатель Гурьевского областного Совета профессиональных союзов;
- декабрь 1970 — январь 1978 — первый секретарь ЦК ЛКСМ Казахстана;
- 1978—1979 — второй секретарь Целиноградского обкома Компартии Казахстана.
- 1979—1980 — старший инспектор инспекторского Управления КГБ СССР;
- 1980 — заместитель председателя КГБ Казахской ССР;
- 1980—1982 — секретарь ЦК Компартии Казахской ССР;
- февраль 1982—1985 — председатель КГБ Казахской ССР;
- 1985—1988 — секретарь ЦК Компартии Казахской ССР.

С февраля по декабрь 1988 — председатель Президиума Верховного Совета Казахской ССР. С 1988 — на пенсии.
Автор книг «Заветам Ленина верны» (1974); «Верный помощник партии» (1978).
Избирался кандидатом в члены ЦК КПСС (1986—1989), членом ЦК Компартии Казахской ССР, членом бюро ЦК Компартии Казахской ССР, депутатом Совета Национальностей Верховного Совета СССР 11 созыва (1984—1989) от Казахской ССР, депутатом Верховного Совета Казахской ССР.
Скончался 7 мая 2017 года, похоронен на Кенсайском кладбище.

## Награды
- Орден Ленина (1985)
- Орден Октябрьской Революции (1981)
- три ордена Трудового Красного Знамени трижды (1971, 1973, 1976)
- Орден «Знак Почёта» (1976)
- медали.